# 레소토의 재외공관 목록

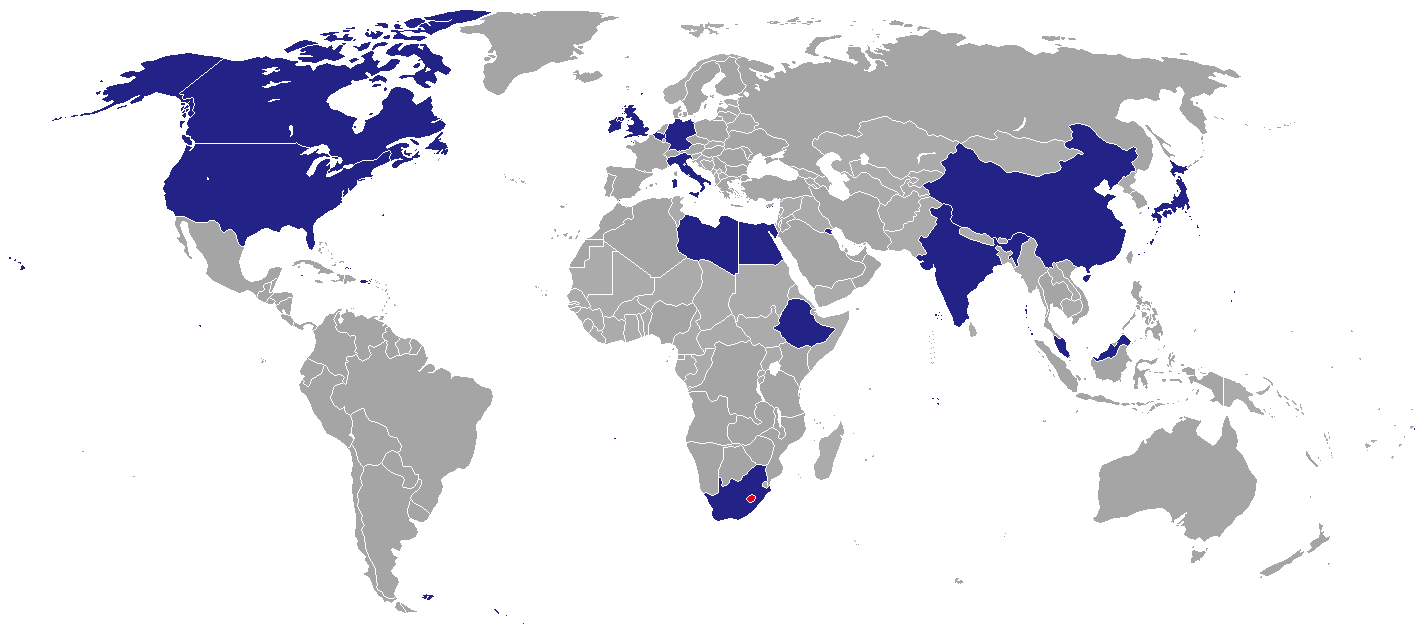
레소토의 재외공관

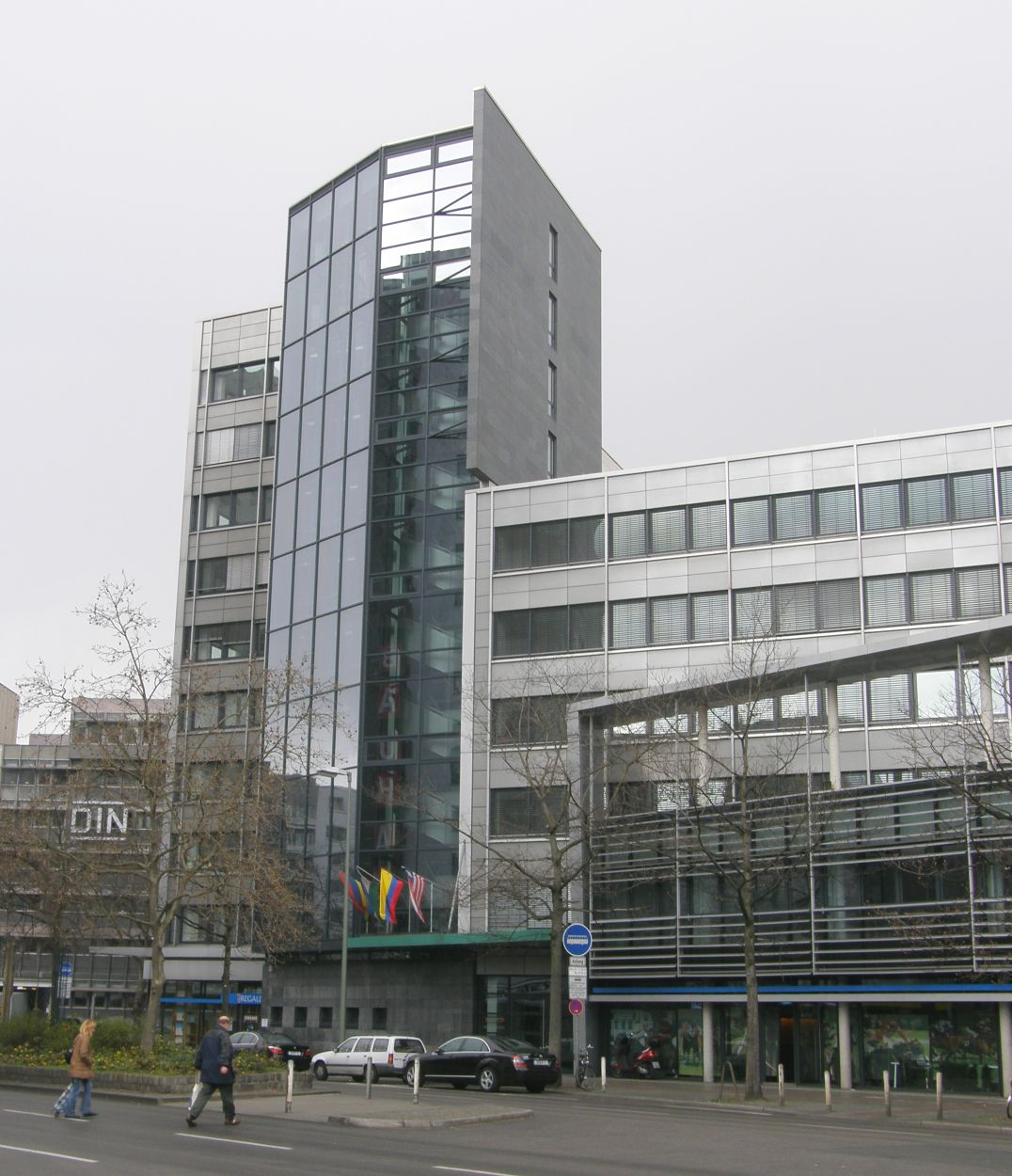
베를린 주재 레소토 대사관

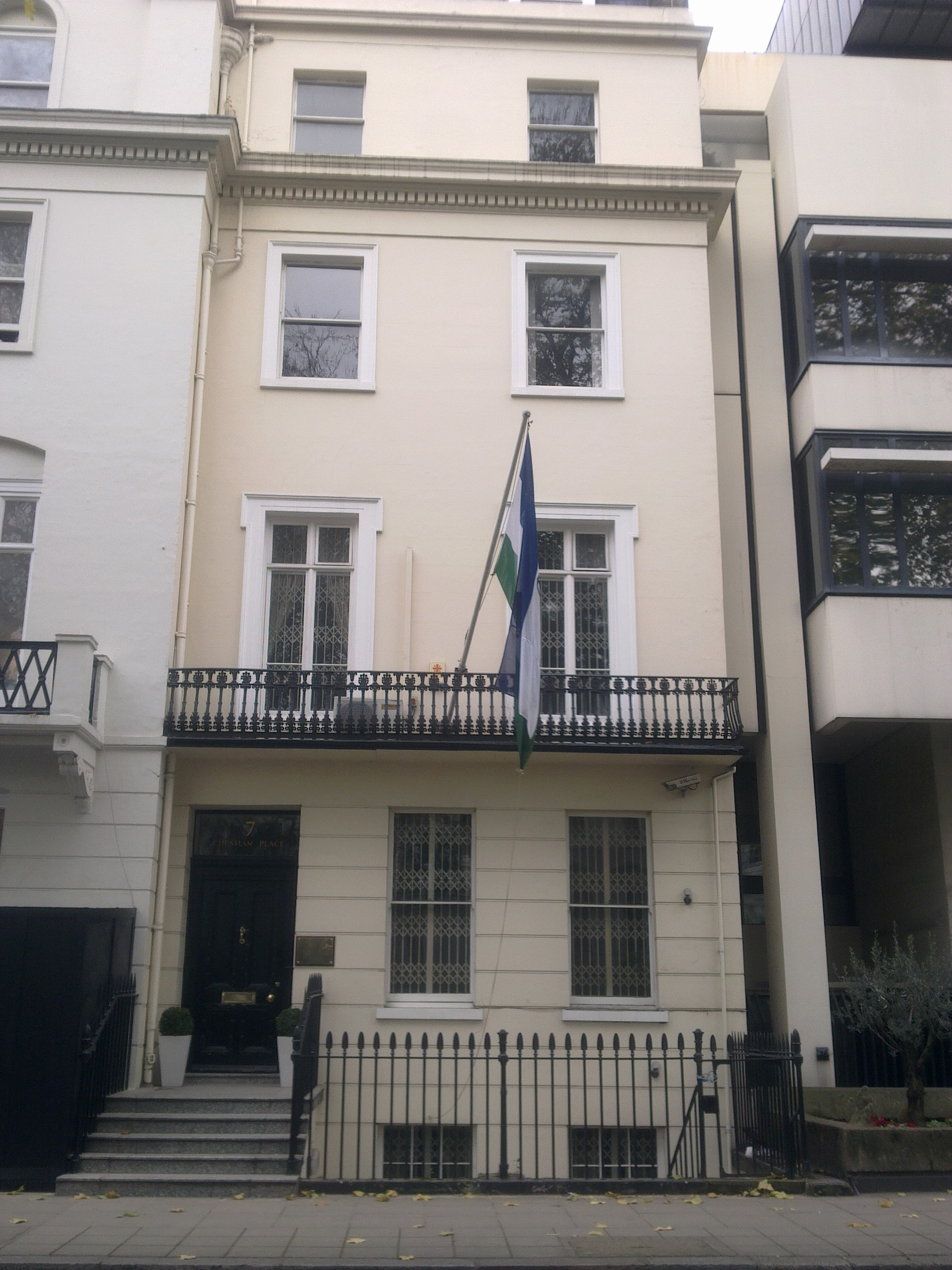
런던 주재 레소토 고등판무관 사무소

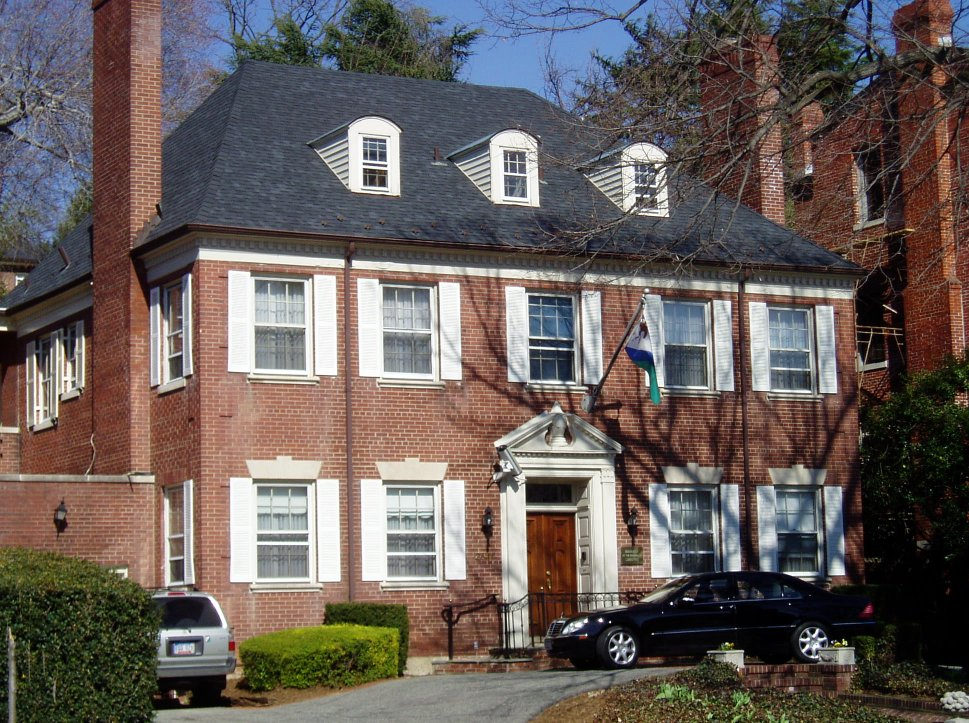
워싱턴 D.C. 주재 레소토 대사관

레소토의 재외공관 목록은 레소토 주재 대사관과 고등판무관 사무소를 각국에 상주시켜 놓는 것을 의미하며 레소토의 재외공관을 나열한 목록이다.

## 아프리카
- 이집트 : 카이로 (대사관)
- 에티오피아 : 아디스아바바 (대사관)
- 리비아 : 트리폴리 (대사관)
- 남아프리카 공화국 : 프리토리아 (고등판무관 사무소), 케이프타운 (총영사관), 더반 (총영사관), 클레르크스도르프 (영사관), 벨콤 (영사관)

## 아메리카
- 캐나다 : 오타와 (고등판무관 사무소)
- 미국 : 워싱턴 D.C. (대사관)

## 아시아
- 중화인민공화국 : 베이징시 (대사관)
- 인도 : 뉴델리 (고등판무관 사무소)
- 일본 : 도쿄도 (대사관)
- 말레이시아 : 쿠알라룸푸르 (고등판무관 사무소)

## 유럽
- 벨기에 : 브뤼셀 (대사관)
- 독일 : 베를린 (대사관)
- 아일랜드 : 더블린 (대사관)
- 이탈리아 : 로마 (대사관)
- 영국 : 런던 (고등판무관 사무소)

## 대표부
- EU 레소토 정부 대표부 : 브뤼셀
- UN 레소토 정부 대표부 : 뉴욕